# Bol'šoj Fiskar
Bol'šoj Fiskar (in russo Большой Фискар; in finlandese Kiuskeri; in svedese Stora Fiskär) è un'isola russa situata nel golfo di Finlandia, nelle acque del mar Baltico. Amministrativamente fa parte del Vyborgskij rajon dell'oblast' di Leningrado, nel Circondario federale nordoccidentale.

## Geografia
Bol'šoj Fiskar è l'isola più orientale dell'arcipelago Bol'šoj Fiskar cui dà il nome. Si trova a 100 m da Vulko, un'altra isola del gruppo. L'isola fa parte di una sezione della Riserva naturale statale Ingermanland (Ингерманландский заповедник).

## Storia
L'isola passò dalla Svezia alla Russia con il Trattato di pace di Nistad del 1721. Appartenne alla Finlandia dal 1920 al 1940, per poi passare definitivamente alla Russia.